# Cigar box guitar

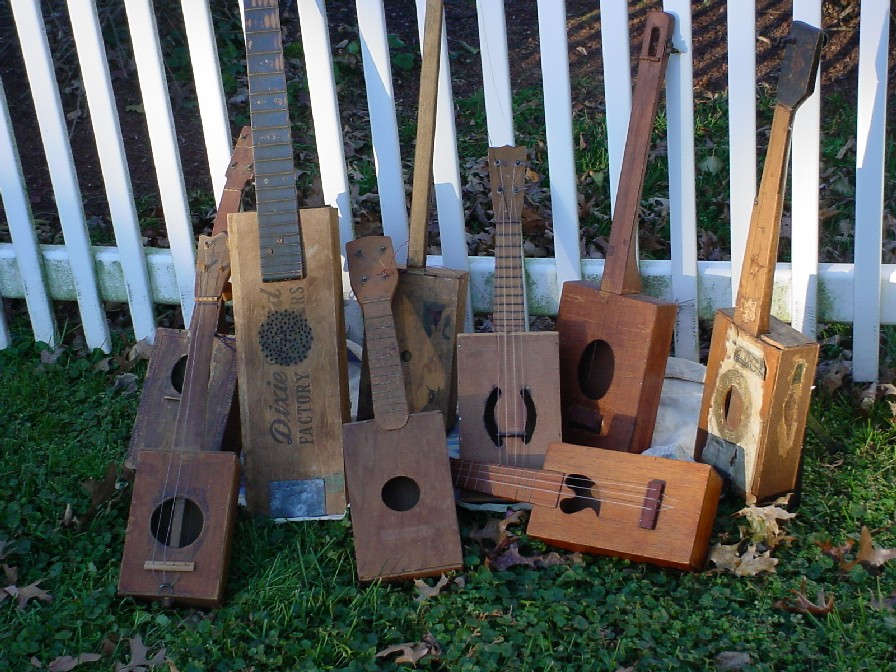
Kolekcja zabytkowych gitar, ukuleli oraz banjo, w wersji cigar box

Cigar box guitar, czyli gitara z pudełka po cygarach – prymitywny chordofon, w którym pudłem rezonansowym jest najczęściej pudełko po cygarach lub inny drewniany lub metalowy pojemnik. Pierwsze instrumenty tego typu miały jedną lub dwie struny, obecnie najczęściej trzy lub cztery.

## Historia
Od połowy XIX wieku producenci cygar zaczęli używać małych opakowań, mieszczących 20–50 cygar zamiast dużych skrzyń. Pudełka te, najczęściej wykonane z cedru służyły do budowy instrumentów takich jak gitara, banjo czy skrzypce już podczas wojny secesyjnej. Do pustego pudełka mocowano kawałek drewna, na którym naciągano struny. Budowali je najczęściej żołnierze lub niewolnicy, których nie było stać na prawdziwe instrumenty.
Cigar box guitar przyczyniła się znacznie do rozwoju bluesa i jug band szczególnie w biednych rejonach Ameryki.
Podczas I Wojny światowej instrumenty tego typu budowano w Europie – szczególnie na froncie zachodnim.
W czasach Wielkiego Kryzysu z powodu postępującej biedy nastąpił znaczny rozwój wszelkich instrumentów domowej roboty.

## Współczesny fenomen

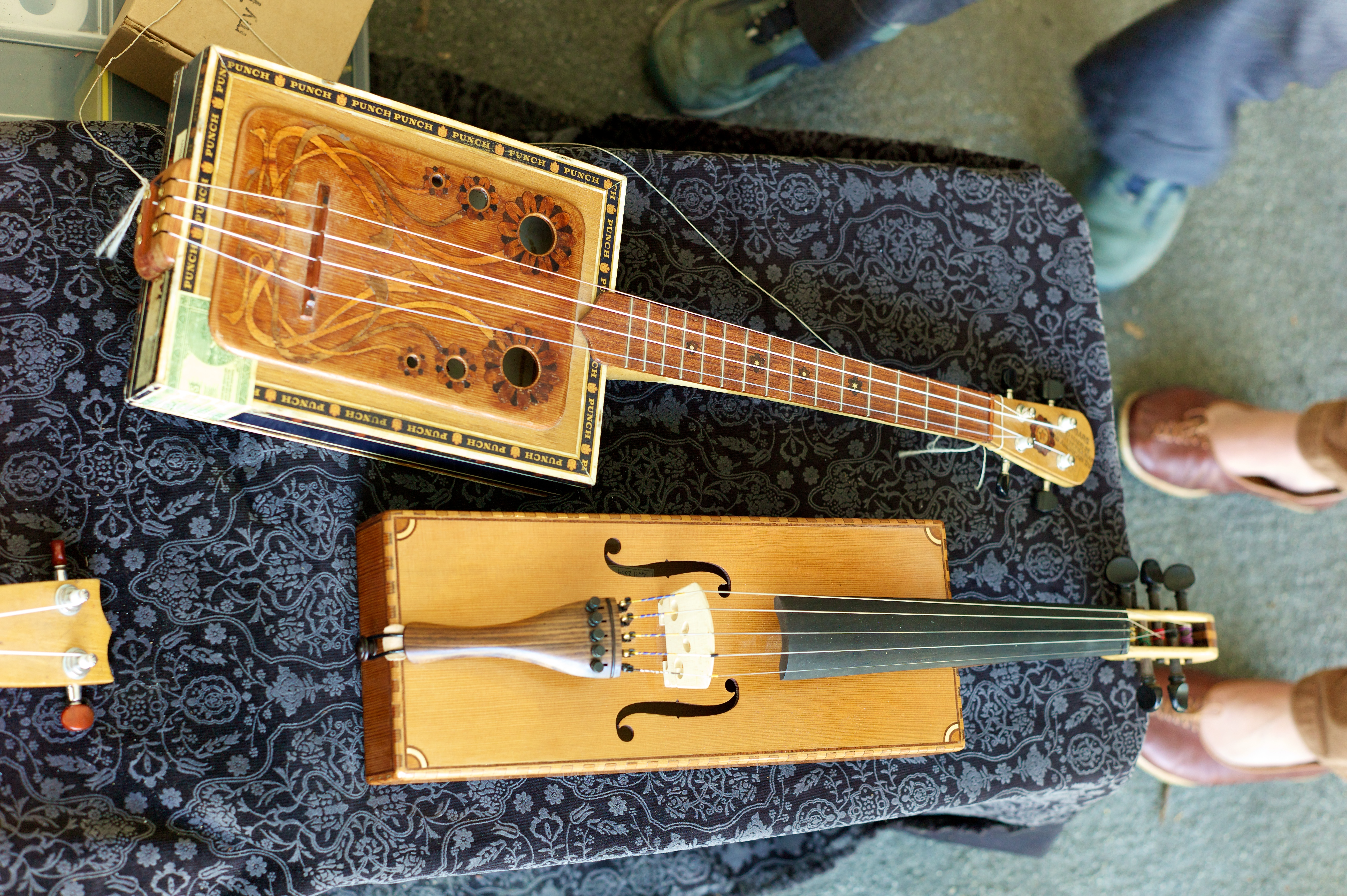
Współczesne cigar boxy

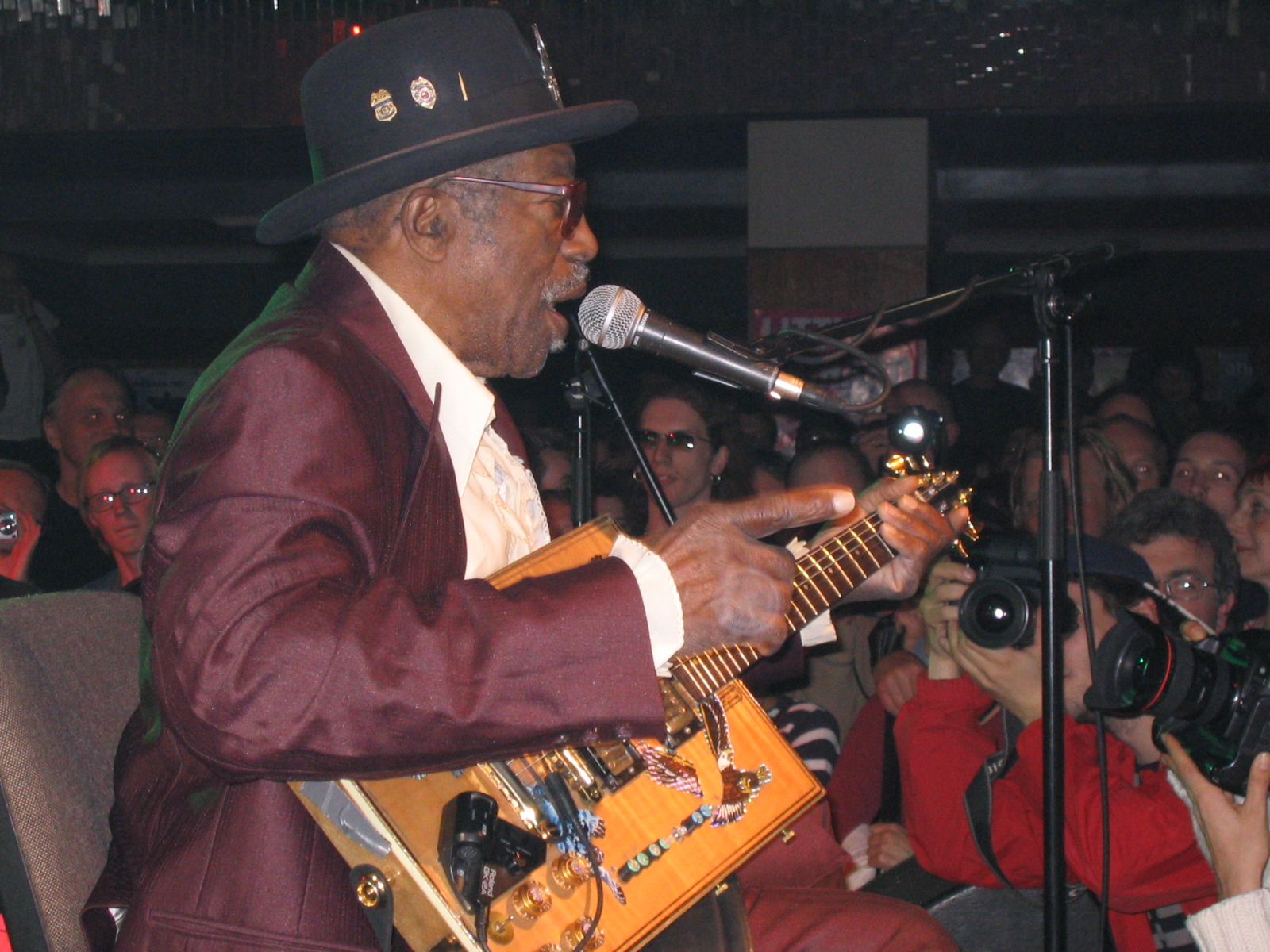
Amerykański muzyk, Bo Diddley używający wykonanego na zamówienie cigar boxu elektrycznego

Współczesny renesans cigar boxów (znanym także jako Cigar Box Revolution) zrodził się na wschodnim wybrzeżu USA, gdzie pojawiło się wielu konstruktorów i muzyków używających instrumentów tego typu jak np. Doctor Oakroot, Johnny Lowebow, Tomi-O czy Shane Speal.
Moda na cigar box guitar jest również związana z kulturą DIY oraz poszukiwaniem unikatowych brzmień przez muzyków i studia nagrań. Budowane są cigar boxy w wersji elektrycznej, jako gitary rezofoniczne lub basowe.

## Znani wykonawcy
- Luther Dickinson
- Bo Diddley
- Billy Gibbons z zespołu ZZ Top
- Tom Waits gra na cigar box banjo na swojej płycie Real Gone.
- Seasick Steve używa kilku cigar boxów, zbudowanych specjalnie dla niego.
- Ed King z zespołu Lynyrd Skynyrd
- Harry Manx
- Chris Ballew, The Presidents of the United States of America
- PJ Harvey
- Lightnin’ Hopkins
- Reverend Peyton
- Paul McCartney grał na cigar boxie w filmie dokumentalnym Sound City. McCartney używał cigar boxa podczas koncertu dla ofiar huraganu Sandy 12 grudnia 2012
- Samantha Fish

W Polsce cigar boxa używa m.in. Mikołaj Sikorski, który je również konstruuje, Grzegorz Olejnik (Bluesferajna), Wojciech Krzak, Adam Lewartowski (L.Stadt), Jaromi.